# Casserengue
Casserengue là một đô thị thuộc bang Paraíba, Brasil. Đô thị này có diện tích 201,379 km², dân số năm 2007 là 7438 người, mật độ 36,4 người/km².